# Trygław (głaz narzutowy)
Trygław – głaz narzutowy w miejscowości Tychowo, w gminie Tychowo, w powiecie białogardzkim, w województwie zachodniopomorskim, największy w Polsce. Znajduje się na miejscowym cmentarzu.
Obwód głazu wynosi około 50 metrów, długość 16 metrów, szerokość 11 metrów, łączna wysokość 7,8 metra (w tym 4 metry zagłębione w ziemię); objętość około 700 m3, szacowana masa około 2000 ton.
Eratyk, z ciemnoszarego gnejsu, przetransportowany został ze Skandynawii przez lądolód w czasie ostatniego zlodowacenia. Na powierzchni wyraźnie widoczne rysy – ślady wleczenia przez lądolód.
Z głazem związane są liczne lokalne legendy, nazwa pochodzi od Trygława, którego złoty posąg zakopany jest jakoby pod głazem. Podobno jeden z książąt Pomorza Zachodniego wjechał na niego karocą zaprzężoną w cztery konie i zawrócił nią.

W pierwszą niedzielę roku 1874 niemieccy mieszkańcy wznieśli na nim drewniany krzyż z figurą ukrzyżowanego Chrystusa. Figura jest dziełem rzeźbiarza Wilhelma Theodora Achtermanna, została odlana w berlińskiej odlewni żeliwa przez Moritza Geißa. Pod krzyżem znajduje się tablica z czterowierszem, ufundowana przez Hansa Hugo von Kleista-Retzowa z Kikowa i Hugo von Kleista-Retzowa z Tychowa. Autorem czterowiersza jest ten pierwszy. Tekst w tłumaczeniu na język polski brzmi: 

Bałwochwalstwo i grzech pokrywały kraj ciemnością, zanim Jezus przez swoją śmierć przyniósł światło i życie. On umieścił Trygława pod kamieniem, zamykając go. I prowadzi swoje dzieci w ramiona Ojca.

 Obecnie, corocznie w dzień Wszystkich Świętych kamień używany jest jako ołtarz, na którym odprawiana jest msza.
Od 1954 podlega ochronie prawnej jako pomnik przyrody. Od 1996 znajduje się w herbie Tychowa.